# L'Ouvèze et le Toulourenc
L'Ouvèze et le Toulourenc este o arie protejată (sit de importanță comunitară — SCI) din Franța întinsă pe o suprafață de 1.245 ha, integral pe uscat.

## Localizare
Centrul sitului L'Ouvèze et le Toulourenc este situat la coordonatele 44°13′51″N 5°09′30″E / 44.23083°N 5.15833°E.

## Înființare
Situl L'Ouvèze et le Toulourenc a fost declarat arie specială de conservare în baza directivei 92/43 din 1992 referitoare la conservarea habitatelor naturale și a faunei și florei sălbatice pentru a proteja 19 specii de animale.

## Biodiversitate
Situată în ecoregiunea mediteraneană, aria protejată conține 18 habitate naturale: Râuri de munte și vegetația lor lemnoasă cu Salix elaeagnos, Râuri mediteraneene cu debit permanent cu specii de Paspalo-Agrostidion și galerii riverane de Salix și de Populus alba, Lacuri eutrofice naturale cu vegetație de tip Magnopotamion sau Hydrocharition, Pajiști uscate seminaturale și facies de acoperire cu tufișuri pe substraturi calcaroase (Festuco-Brometalia) (* situri importante pentru orhidee), Pseudostepă cu ierburi și specii anuale de Thero-Brachypodietea, Pajiști umede mediteraneene cu ierburi înalte de Molinio-Holoschoenion, Ape puternic oligomezotrofe cu vegetație bentonică cu Chara spp., Grohotișuri medio-europene calcaroase, de la nivel colinar și montan, Râuri cu maluri nămoloase cu vegetație de Chenopodion rubri p.p. și Bidention p.p., Matorral arborescenți cu Juniperus spp., Păduri de Quercus ilex și Quercus rotundifolia, Râuri mediteraneene cu debit permanent și vegetație de Glaucium flavum, Liziere de ierburi înalte hidrofile de câmpie și de nivel montan până la alpin, Fânețe de joasă altitudine (Alopecurus pratensis, Sanguisorba officinalis), Pante stâncoase calcaroase cu vegetație casmofită, Galerii de Salix alba și de Populus alba, Izvoare petrifiante cu formare de travertin (Cratoneurion), Peșteri inaccesibile publicului.
La baza desemnării sitului se află mai multe specii protejate:
- mamifere (8): liliac cârn (Barbastella barbastellus), castor (Castor fiber), liliac cu aripi lungi (Miniopterus schreibersii), liliac cu urechi de șoarece (Myotis blythii), liliac cărămiziu (Myotis emarginatus), liliac comun (Myotis myotis), liliacul mare cu potcoavă (Rhinolophus ferrumequinum), liliacul mic cu potcoavă (Rhinolophus hipposideros)
- nevertebrate (7): Austropotamobius pallipes, croitorul mare al stejarului (Cerambyx cerdo), Coenagrion mercuriale, fluturele auriu (Euphydryas aurinia), Euplagia quadripunctaria, rădașcă (Lucanus cervus), Oxygastra curtisii
- pești (4): Barbus meridionalis, zglăvoacă (Cottus gobio), Parachondrostoma toxostoma, clean dungat (Telestes souffia)

Pe lângă speciile protejate, pe teritoriul sitului au mai fost identificate 1 specie de păsări, 1 specie de pești.